# Sarah McTernan
Sarah McTernan, född 11 mars 1994, är en irländsk sångerska från Scarriff, Irland. Hon är känd för att ha kommit på tredjeplats i den fjärde säsongen av The Voice of Ireland i april 2015. Hon representerade Irland i Eurovision Song Contest 2019 med låten "22".